# Меч і ваги
«Меч і ваги» (фр. «Le glaive et la balance», італ. «Uno dei tre») — французький кримінальний фільм 1963 року режисера Андре Каята.

## Сюжет
Джоні, Жан-Філіп і Франсуа з вілли на узбережжі Французької Рив'єри викрадають малого хлопця з метою викупу. Мати-мільйонерка (Марія Деа) готова заплатити і просить поліцію не втручатися до повернення дитини, оскільки викрадачі погрожують вбити хлопчика. Двоє злочинців з викупом намагаються на човні втекти до Італії і тоді поліція починає погоню. Оточені з усіх боків, двоє чоловіків ховаються на острові в покинутому маяку. Хлопчика знаходять мертвим, але хто вбивця?

## Ролі виконують
- Ентоні Перкінс — Джоні Парсон
- Жан-Клод Бріалі — Жан-Філіп Прево
- Ренато Сальваторі — Франсуа Корб'є
- Софія Грімальді[fr] — Бріжіт
- Марія Деа[fr] — пані Вінтер
- Анна Тоньєтті[fr] — Христина Прево, сестра Жан-Філіпа

## Музичні композиції з фільму
- I'm Dreaming Of You (Louiguy Orchestra, співав Ентоні Перкінс)
- Au Cabaret De L'Isba (Louiguy Orchestra)
- Tango De L'archevêque (Louiguy Orchestra)
- I Sing The Blues (Лу Беннет і Кенні Кларк)
- Le Glaive Et La Balance (Лу Беннет і Кенні Кларк)
- A Juan Les Pins [Архівовано 2 листопада 2020 у Wayback Machine.] (Louiguy Orchestra, співала Cris Carol)

## Нагороди
- 1963  Премія Давида ді Донателло [1]:
  - найкращому продюсерові[it] — Гофредо Ломбардо